# Habla, mudita
Habla, mudita é um filme de drama espanhol de 1973 dirigido e escrito por Manuel Gutiérrez Aragón e José Luis García Sánchez. Foi selecionado como representante da Espanha à edição do Oscar 1974, organizada pela Academia de Artes e Ciências Cinematográficas.

## Elenco
- José Luis López Vázquez - Rodrigo
- Kiti Manver - La Muda
- Francisco Algora - El Mudo
- Hanna Haxmann
- Francisco Guijar
- Susan Taff
- Marisa Porcel
- Rosa de Alba
- Edy Lage
- María de la Riva
- Pedrín Fernández
- Lucy Tiller
- Manuel Guitián
- Carmen Liaño
- Vicente Roca